# Okeler Sandgrube
Die Okeler Sandgrube ist ein Naturschutzgebiet im niedersächsischen Landkreis Diepholz. Das Naturschutzgebiet ist identisch mit dem FFH-Gebiet 272 „Okeler Sandgrube“.

## Beschreibung
Das 3,6 Hektar große Naturschutzgebiet mit der Kennzeichen-Nummer NSG HA 160 liegt im Syker Stadtteil Okel, etwa 5 km nordöstlich des Stadtkerns von Syke. Dabei handelt es sich um eine ehemalige Sandabgrabung, die sich mit Grundwasser gefüllt hat. Das Naturschutzgebiet soll in seinem Bestand gesichert werden als Lebensstätte für Pflanzen- und Tierarten, die an nährstoffarme, feuchte und wechselfeuchte Standorte sowie an nährstoffarme Stillgewässer angepasst sind.

## Geschichte
Mit Verordnung vom 28. Juni 1993 wurde das Gebiet „Okeler Sandgrube“ zum Naturschutzgebiet erklärt. Zuständig ist der Landkreis Diepholz als untere Naturschutzbehörde.